# Moenkhausia grandisquamis
Moenkhausia grandisquamis is een straalvinnige vissensoort uit de familie van de karperzalmen (Characidae). De wetenschappelijke naam van de soort is voor het eerst geldig gepubliceerd in 1845 door Müller & Troschel.
Deze bentopelagische zoetwatervis komt voor in de Guinana's en het bekken van de Amazone. Het kan zeer talrijk voorkomen in snel stromende wateren, bij stroomversnellingen en in kreken met zanderige of rotsige bodems. De vis kan grote sprongen maken om aan belagers to ontkomen. De soort komt vaak samen met Bryconops melanurus voor.
De vis eet voornamelijk aquatische insecten.
De vis wordt in het Brokopondostuwmeer aangetroffen.